# Tom Lynagh
Pour les articles homonymes, voir Lynagh.
Pas d'image ? Cliquez ici

a Compétitions nationales et continentales officielles uniquement.

b Matchs officiels uniquement.
Dernière mise à jour le 20 août 2024.
Tom Lynagh, né le 14 avril 2003 à Montebelluna (Italie), est un joueur international australien de rugby à XV qui joue au poste de demi d'ouverture avec la franchise des Queensland Reds depuis 2022.
Il est le fils de Michael Lynagh, joueur international australien de rugby à XV, et le frère de Louis Lynagh, joueur international italien de rugby à XV.

## Biographie

### Jeunesse et formation
Tom Lynagh est le fils de l'international australien de rugby à XV Michael Lynagh. Il naît le 14 avril 2003 à Montebelluna, près de Trévise, en Italie mais grandit en Angleterre. Il est donc éligible pour représenter l'Australie, l'Italie et l'Angleterre. Son frère Louis est également joueur professionnel de rugby à XV et représente l'Italie.
Tom Lynagh fréquente l'Epsom College (en) dans le comté de Surrey, où il joue au rugby à XV, au football et au cricket. En parallèle, il joue dans le centre de formation des Harlequins en compagnie de son frère Louis. Toutefois, il décide de suivre le même parcours que son père et rejoint les Queensland Reds en 2021, pour une durée de deux ans et demi,.

### Débuts avec les Reds puis les Wallabies (depuis 2022)
Louis Lynagh est d'abord retenu dans l'effectif des Queensland Reds pour la saison 2022 de Super Rugby mais ne participe à aucune rencontre,. Il est de nouveau retenu pour la saison 2023. Avant le début de la saison, en début d'année 2023, il est sélectionné avec l'équipe d'Australie des moins de 20 ans pour un camp d'entraînement.
Ensuite, il fait ses débuts professionnels avec les Reds dès la première journée de cette nouvelle saison, contre les Hurricanes. Il est titularisé à l'ouverture, marque huit points, dans une défaite 47 à 13,. Il est titulaire pour les trois premiers matchs de la saisons à seulement 19 ans, puis devient la doublure de James O'Connor. À la suite de ce bon début de saison, il prolonge son contrat avec son équipe jusqu'en 2025 et est pressenti pour intégrer le groupe de l'équipe d'Australie, après l'arrivée du nouveau sélectionneur Eddie Jones. Il n'est cependant pas sélectionné à cause d'une blessure,. Durant la suite de la saison, les Queensland Reds se qualifient pour les quarts de finale du Super Rugby. Pour cette rencontre face aux Chiefs, Lynagh retrouve sa place de titulaire à l'ouverture, tandis que O'Connor est déplacé au poste de centre. Les Reds sont cependant éliminés après une défaite 29-20.
Le 7 juin 2023, il est sélectionné pour le Championnat du monde junior. Cependant, une semaine plus tard, il déclare forfait pour l'intégralité de la compétition à cause d'une blessure au mollet.
Avant la reprise de la saison 2024 de Super Rugby, O'Connor se blesse. C'est donc Tom Lynagh qui devient le demi d'ouverture titulaire de son équipe. Comme l'an passé, les Reds atteignent les quarts de finale mais sont éliminés par les Chiefs. À la fin de cette saison, il prolonge une nouvelle fois son contrat d'un an supplémentaire avec la franchise australienne. Il est ensuite sélectionné pour la première fois de sa carrière avec les Wallabies par Joe Schmidt, à l'occasion d'un match amical contre le pays de Galles. Il commence cette rencontre sur le banc des remplaçants avant d'entrer en jeu à la place de Noah Lolesio à la 63e, obtenant ainsi sa première cape internationale. Avec son père Michael, il devient alors le douzième duo père-fils à représenter l'Australie. Un mois plus tard, il est rappelé en sélection, pour cette fois participer au Rugby Championship.

## Statistiques en équipe nationale
Au 20 août 2024, Tom Lynagh compte deux sélections en équipe d'Australie. Il inscrit quatre points, deux transformations. Il a pris part à une édition du Rugby Championship en 2024.
| Année | Compétition        | Matchs | Points | Essais | Pén. | Tr. | Drops |
| ----- | ------------------ | ------ | ------ | ------ | ---- | --- | ----- |
| 2024  | Test matchs        | 1      | 2      | -      | -    | 1   | -     |
| 2024  | Rugby Championship | 1      | 2      | -      | -    | 1   | -     |
| Total | Total              | 2      | 4      | 0      | 0    | 2   | 0     |

## Palmarès
Néant.